# Arsame (satrapo)
Arsame (fl. V secolo) è stato l'ultimo satrapo dell'Egitto persiano.

## Biografia
Secondo Ctesia, Arsame è stato nominato satrapo dal generale Megabizo, dopo che una rivolta guidata da Inaro aveva rovesciato e ucciso il suo predecessore, Achemene.
Secondo Erodoto, dopo aver sconfitto i ribelli, il nuovo satrapo decise di adottare una politica conciliatoria con gli Egiziani, lasciando che il figlio di Inaro, Thannyras, controllasse una parte del delta del Nilo.
Secondo i papiri di Elefantina, Arsame supportò Dario II, venendo richiamato a Susa tra il 410 e il 407 (come testimonia la corrispondenza tra lui e due suoi sottoposti, Nakhtihor e Artavante).
Nel 410 a.C. scoppiò una rivolta ad Elefantina, dove vivevano due comunità, una Egizia e una Ebraica. Tuttavia le usanze ebraiche infastidirono gli Egizi a tal punto che corruppero un comandante locale per distruggere il tempio di Jahvè. Al suo ritorno Arsame sedò la rivolta, riconciliando le due parti.
Il satrapo non è più menzionato dopo il 406 a.C., quindi è probabile che sia morto poco dopo, tuttavia non sono menzionati governatori dell'Egitto prima del faraone Amirteo, che porrà fine al dominio achemenide nel 404 a.C..